# Orquesta Sinfónica de la Radio Sueca
Orquesta Sinfónica de la Radio Sueca (en sueco: Sveriges Radios Symfoniorkester) es una orquesta sinfónica de Estocolmo, Suecia. Depende de Sveriges Radio («Radio Sueca»). En 1979, la orquesta se establece en el Berwaldhallen.

## Historia
Uno de los conjuntos precursores de la orquesta actual fue la Radioorkestern (Orquesta de la Radio), cuyos directores principales incluyeron a Nils Grevillius (1927-1939) y Tor Mann (1939-1959). En 1965, la Radioorkestern se fusionó con otra orquesta de la Radio Sueca, la Underhållningsorkestern (Orquesta de Entretenimiento), bajo el nuevo nombre de Orquesta Sinfónica de la Radio Sueca. Sergiu Celibidache fue el primer director titular de la recién formada orquesta, de 1965 a 1971. En 1979, la orquesta se instaló en el Berwaldhallen de Estocolmo.
Desde 2007, el director principal de la orquesta es Daniel Harding. En septiembre de 2009, la orquesta anunció la primera extensión del contrato de Harding como director principal, hasta 2012. En abril de 2013, la orquesta anunció una segunda extensión del contrato de Harding hasta 2015. En octubre de 2018, la orquesta anunció la extensión del contrato de Harding como director principal hasta 2023, además de otorgarle el nuevo título de konstnärlig ledare (líder artístico). En noviembre de 2021, la orquesta anunció una extensión adicional del contrato de Harding hasta 2025. Está previsto que Harding concluya su mandato con la Orquesta Sinfónica de la Radio Sueca al final de la temporada 2024-2025.
Herbert Blomstedt, director titular de la orquesta de 1977 a 1982, ostenta ahora el título de förste hedersdirigent (primer director honorario) de la orquesta. Valery Gergiev y Esa-Pekka Salonen también ostentan el título de hedersdirigent (director honorario) de la orquesta. En diciembre de 2017, la orquesta anunció el nombramiento de Klaus Mäkelä como su próximo director invitado principal, a partir de la temporada 2018-2019. Mäkelä es el director más joven para un puesto titulado en la orquesta.

## Directores
- Sergiu Celibidache (1965–1971)
- Herbert Blomstedt (1977–1982)
- Esa-Pekka Salonen (1984–1995)
- Evgeny Svetlanov (1997–1999)
- Manfred Honeck (2000–2006)
- Daniel Harding (2006-presente)